# Coca (náutica)

Detalle del timón en la popa, el timón de codaste, usado por primera vez por estas embarcaciones.

En náutica, una coca (en inglés: cog; en alemán: Kogge) es una embarcación de vela de casco trincado (tingladillo).

## Etimología
El vocablo «coca» podría tener su origen en el flamenco kok, 'concha'.[cita requerida]

## Historia

### Europa del Norte
Apareció por primera vez en el siglo X y fue ampliamente utilizada en el siglo XII, sobre todo para el comercio marítimo de la Liga Hanseática en el mar Báltico. En este respecto, las cocas formaban parte de las flotas, muchas veces como la embarcación principal e incluso única, de Liga en conflictos como la guerra de Kalundborg, la guerra danesa-hanseática, la guerra entre la Liga Hanseática y la Unión de Kalmar, la guerra anglo-hanseática o la guerra hanseática-holandesa.

### Mediterráneo
El cronista Giovanni Villani (c 1277-1348) señaló que las cocas llegaron por primera vez al Mediterráneo en 1304:
... ciertas personas procedentes de Bayona en la Gascuña llegaron a través del estrecho de Sevilla (Gibraltar) en unas embarcaciones denominadas kogge, irrumpiendo en nuestro mar como piratas y causando grandes daños. Inmediatamente después, genoveses, venecianos y catalanes comenzaron a navegar en kogge, abandonando el uso de grandes embarcaciones para poder navegar con mayor seguridad y a un menor coste, lo que supuso un gran cambio en nuestra navegación...

Esta versión mediterránea, la nao, llevaría vela latina con dos o tres palos y timón lateral y estaba construida con juntas a tope en lugar de a tingladillo.

## Descripción
Con un único palo con una vela cuadrada, la nave medía de 15-25 metros de largo y tenía una manga de 5 a 8 metros. Las naves más grandes podían transportar una carga de hasta 200 toneladas.
Las cocas generalmente se construían con madera de roble, que era una madera muy abundante en la región báltica. Aunque el tipo de aparejos que tenían impedía navegar a contraviento, las cocas podían ser manejadas por una pequeña tripulación, lo que reducía mucho los costes. Fueron las primeras embarcaciones en incorporar un timón en la popa, el timón de codaste, que formaba parte de la estructura del barco –hasta entonces las embarcaciones usaban el timón de espadilla, un remo grande ubicado en uno de los costados del buque. Además de esto fue una de las primeras embarcaciones que no necesitó remeros. A veces contaban con una pequeña dotación de soldados debido a los peligros que había en los mares de la época.

## Galería

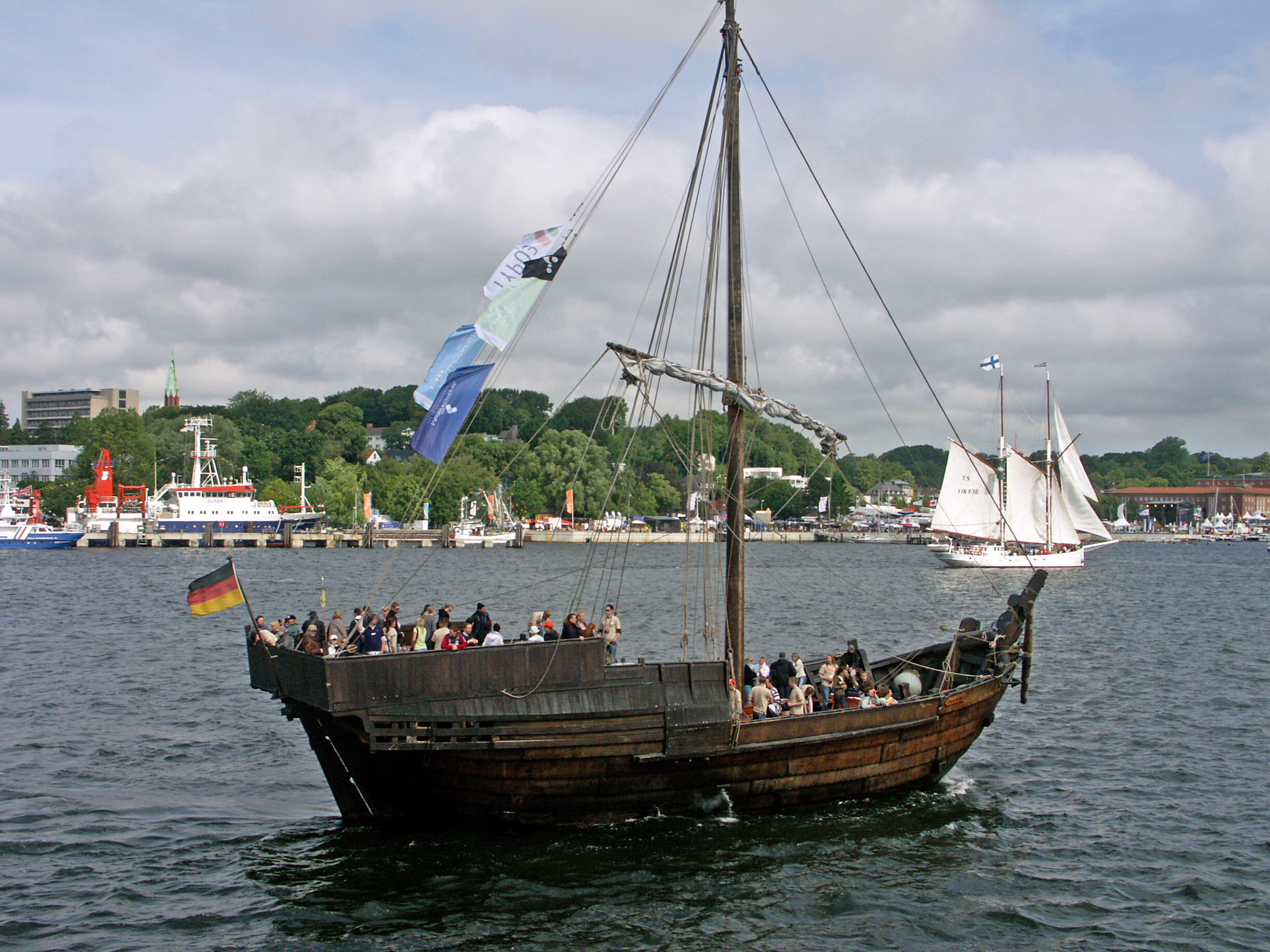
Réplica de una coca hanseática
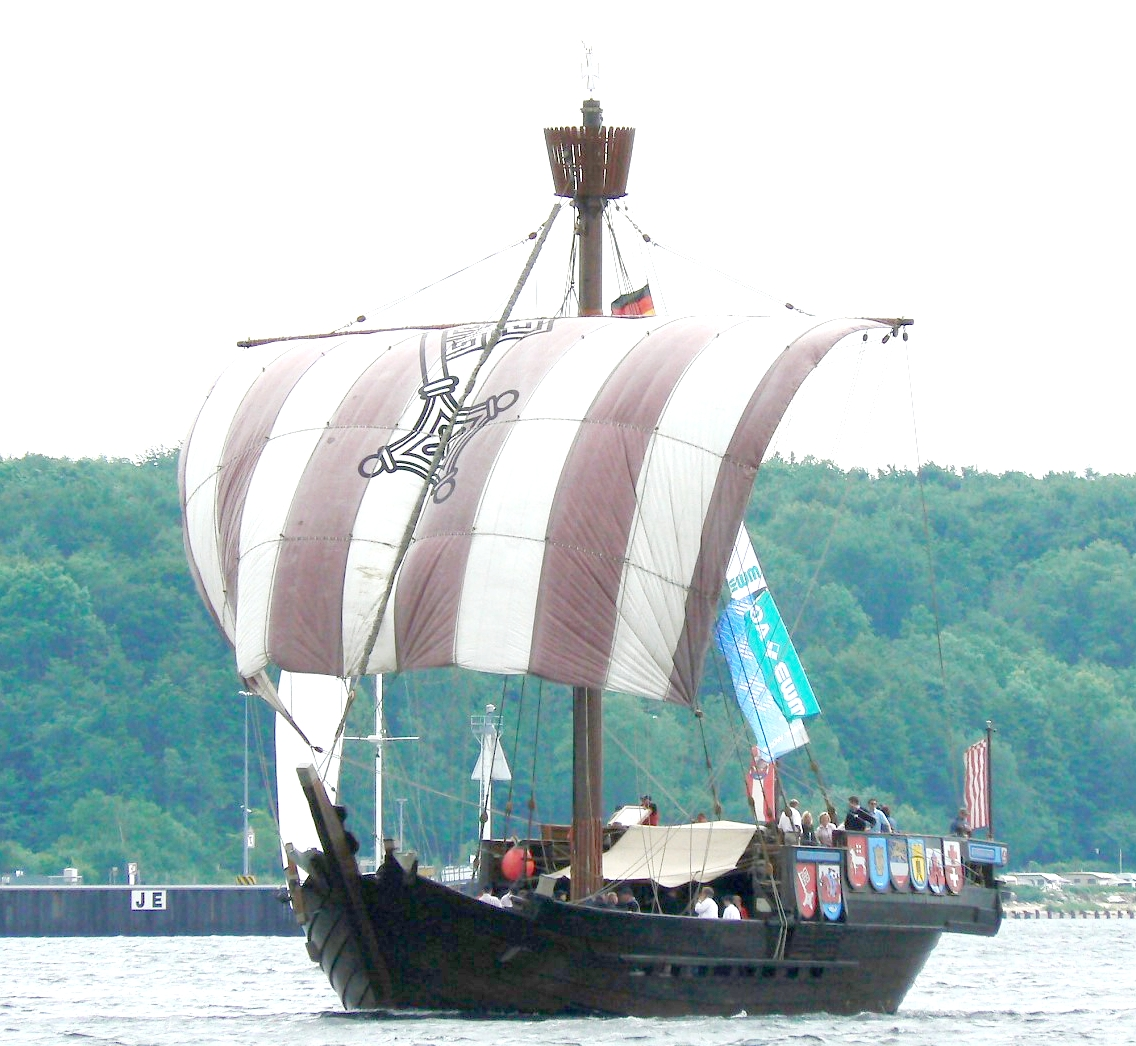
Réplica de la coca de Bremen
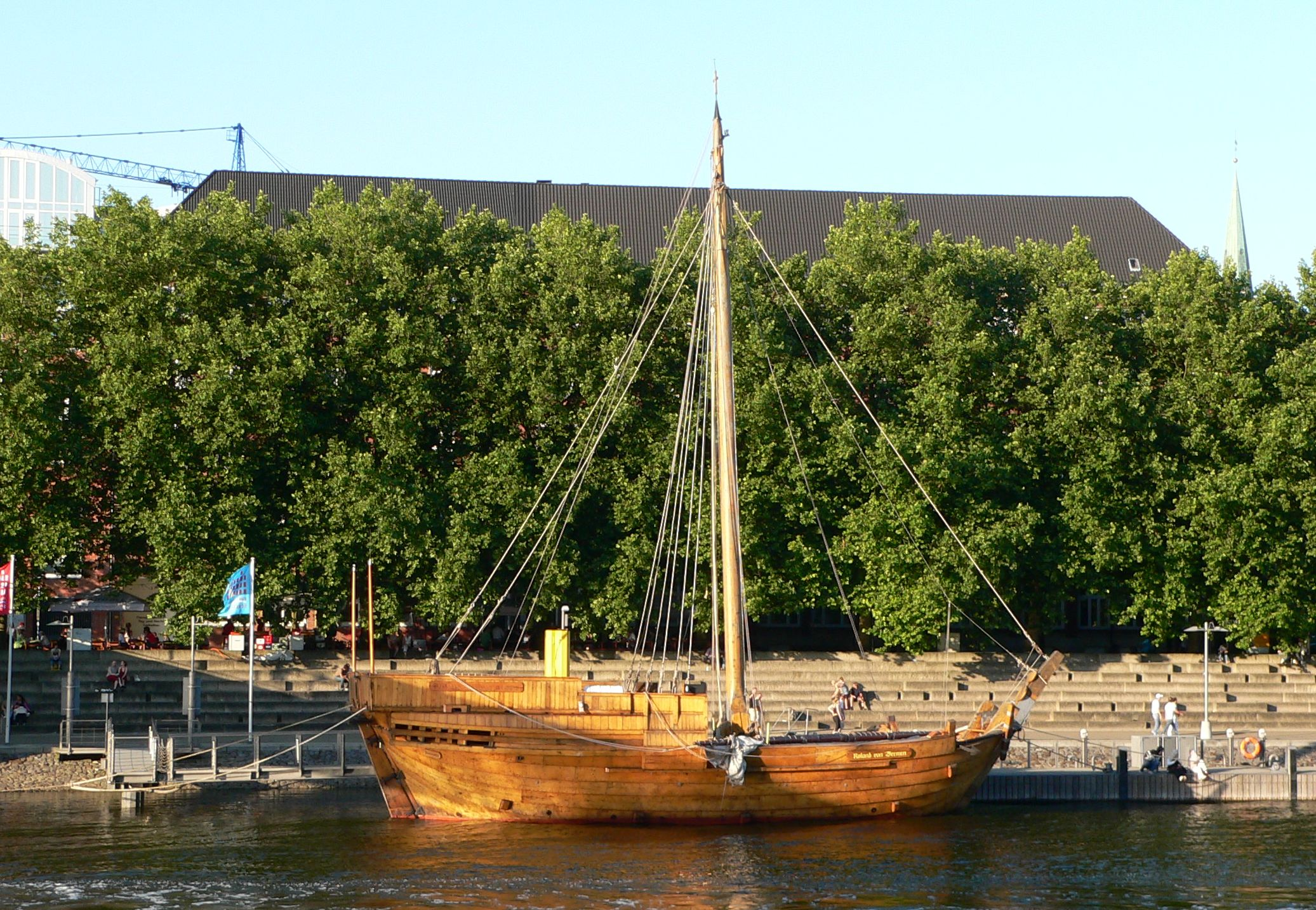
Otra reconstrucción de la coca de Bremen, más detallada pero inactiva.